# Rain in July
Rain in July —en español: Lluvia en julio— es el primer EP de la banda galesa de pop punk Neck Deep.

## Antecedentes y producción
El vocalista Ben Barlow se reunió con el guitarrista Lloyd Roberts cuando el hermano mayor de Barlow, Seb, fue a la grabación de la banda de hardcore "Chapiteles" en la que Roberts fue miembro. En ese momento, Ben Barlow escribía canciones propias de pop punk para divertirse.  El 19 de abril de 2012, el dúo publicó la canción "What Did You Expect?" en línea con el nombre de Neck Deep."What Did You Expect?" pronto ganó una gran atención en internet.
Esto dio como resultado la adhesión del guitarrista Matt West, que también toco en Spira, y al baterista Dani Washington, que estaba al tanto de la escena musical local de Wrexham. El bajista Fil Thorpe-Evans se unió poco después de dejar la banda de post-hardcore climates. "I Couldn't Wait to Leave 6 Months Ago", fue publicada en línea el 8 de junio. El 11 de junio, se anunció que la banda había firmado con el sello estadounidense We Are Triumphant. en julio, la banda grabó más canciones con Seb Barlow en el ático de la casa de Ben, apodado celestial recording. las grabaciones fueron luego mezcladas por Michael Fossenkemper en Turtletone Studios. el EP contiene "seis canciones sobre chicas y una canción sobre posers ", de acuerdo con rock Sound Ollie Pelling. Barlow escribió "A Part of Me" cuando tenía 16 años "sobre una chica por la que yo estaba loco".

## Lanzamiento y recepción
Rain in july se puso a disposición a través de AbsolutePunk el 17 de septiembre de 2012 y fue puesto en libertad al día siguiente a través We Are Triumphant. El sonido de la banda tiene elementos de The Story So Far y City Lights. El 28 de octubre, un video musical fue lanzado para "I Couldn’t Wait to Leave 6 Months Ago". En noviembre, el EP fue puesto en libertad en vinilo a través de Hang Tight. de acuerdo con Barlow, "cuando el pueblo supo de la banda exigieron que hagan espectáculos." la banda teloneo a the Punches y Me Vs Hero en el Reino Unido en diciembre. el 3 de diciembre fue la fecha del debut en vivo de la banda. el 20 de enero de 2013 un video musical fue lanzado para "Over and Over".
El EP fue remezclado y remasterizado como parte de la Rain in July / A History of Bad Decisions, publicado en Hopeless el 17 de junio de 2014. Fue lanzado para sacar provecho de la popularidad de la banda en ese momento. Dijo Barlow que esta compilación sería "la liberación definitiva de esas canciones". la banda espera que los nuevos fanes que disfrutaron de Wishful Thinking "podrán disfrutar de la oportunidad de comprobar que hemos tenido la oportunidad de mejorar la forma en que suenan nuestras canciones! "

## Lista de canciones
| Rain in July |                                         |          |  |
| N.º          | Título                                  | Duración |  |
| 1.           | «Kick It»                               | 1:34     |  |
| 2.           | «Silver Lining»                         | 2:43     |  |
| 3.           | «What Did You Expect?»                  | 3:17     |  |
| 4.           | «Over and Over»                         | 2:55     |  |
| 5.           | «A Part of Me»                          | 3:09     |  |
| 6.           | «I Couldn't Wait to Leave 6 Months Ago» | 2:22     |  |
| 7.           | «All Hype, No Heart»                    | 0:42     |  |
| 16:42        |                                         |          |  |

## Personal

### Neck Deep
- Ben Barlow - voz
- Lloyd Roberts - guitarra
- Fil Thorpe-Evans - bajo
- Matt West - guitarra
- Dani Washington - batería

### Músicos adicionales
- Laura Whiteside - vocalista invitada

### Producción
- Sebastian Barlow  - Productor
- Michael Fossenkemper- Masterización
- Peter O'Toole - ilustración

- Datos: Q16976964